# 草原沙蜥
草原沙蜥（学名：Phrynocephalus frontalis）为鬣蜥科沙蜥属的爬行动物。在中国大陆，分布于甘肃、宁夏、陕西、内蒙古、河北、北京、山西、青海等地，多见于草原、荒漠草原、黄土高原等地带以及栖息于植被稀疏、植株低矮、土壤疏松的草地、灌丛及农田附近。是中亚荒漠戈壁生境的代表物种。该物种的模式产地在内蒙古鄂尔多斯。